# Mustapha Yahaya
Mustapha Yahaya (Ejisu, 9 gennaio 1994) è un calciatore ghanese, centrocampista del Vorwärts Nordhorn.

## Carriera
Ha giocato nella massima serie gibilterriana. Inoltre, ha giocato 35 partite nelle coppe europee tra turni preliminari e fase finale, di cui 12 per la Champions League, 12 per l'Europa League (realizzandovi anche una rete) e 11 per la Conference League.

## Palmarès

### Club

#### Competizioni nazionali
- Campionato gibilterriano: 3

Europa FC: 2016-2017
Lincoln Red Imps: 2020-2021, 2021-2022
- Coppa di Gibilterra: 6

Europa FC: 2016-2017, 2017-2018, 2018-2019
Lincoln Red Imps: 2020-2021, 2021-2022, 2023-2024
- Supercoppa di Gibilterra: 1

Europa FC: 2018